# Pingstfloden 1999
Pingstfloden 1999 (tyska: Pfingsthochwasser 1999) var en så kallad hundraårsflod som pingsten 1999 drabbade Bayern i Tyskland, Vorarlberg och Tirol i Österrike. Översvämningarna orsakades av kraftiga regn och den årliga snösmältningen uppe i Alperna.
I slutet av maj hade snösmältningen i Alperna lett till att vattennivån steg till allt högre höjder. Den 22 maj slog regnvädret "Quartus" till i norra Alperna, och vattennivån steg i Ammersee samt floderna Amper och Isar, vilket ledde till översvämningar. Översvämningarna spred sig senare till Oberallgäu och floden Iller. Därefter spred sig översvämningarna ytterligare, nedströms till vissa befolkade platser i Bayern.

### Fotnoter
1. ↑  ”World: Europe Two die in Bavarian floods” (på engelska). BBC. 22 maj 1999. http://news.bbc.co.uk/2/hi/europe/350209.stm. Läst 27 september 2014.